# Engelse Hervormde Kerk (Amsterdam)

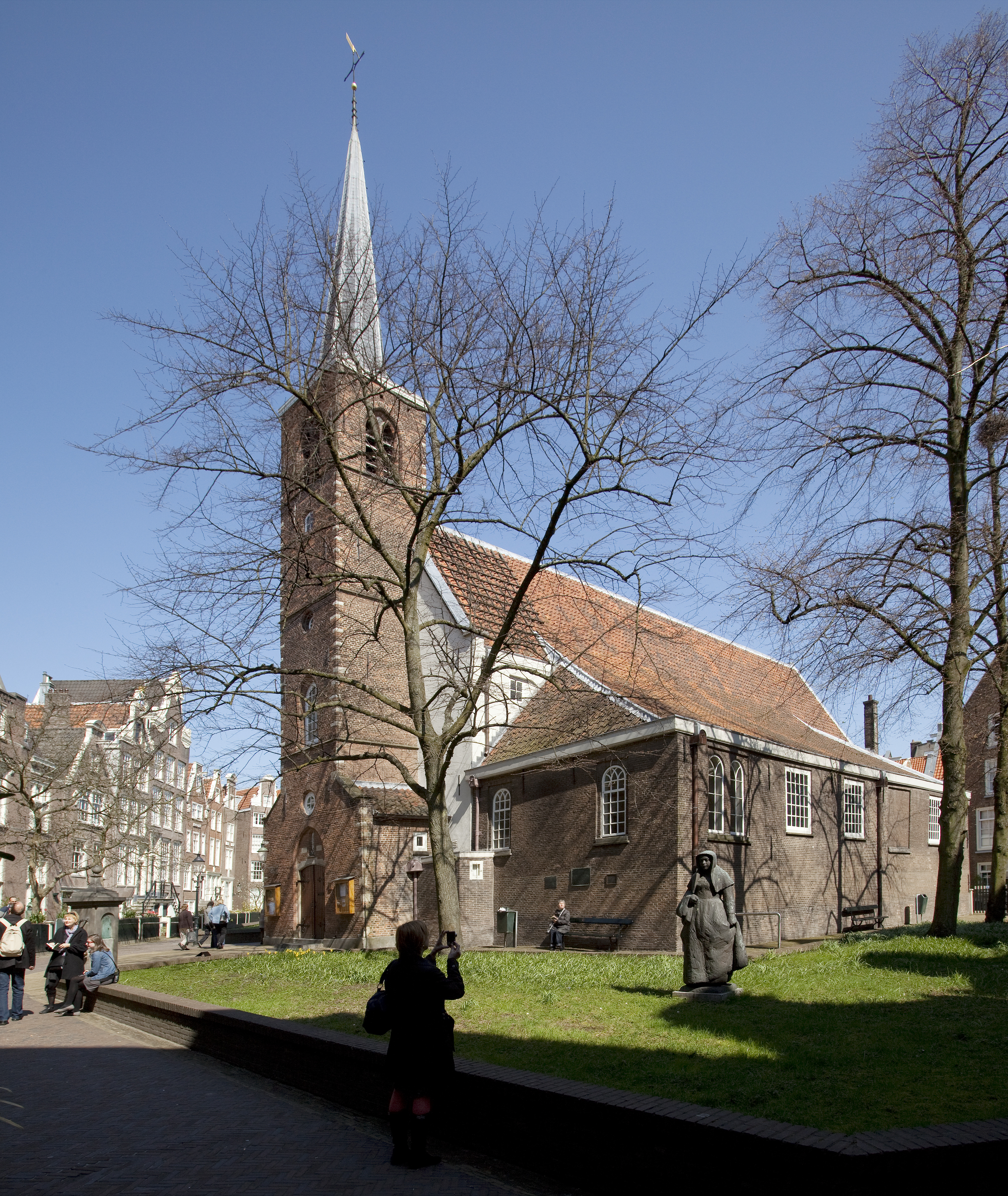
Engelse Hervormde Kerk, west- en zuidgevel

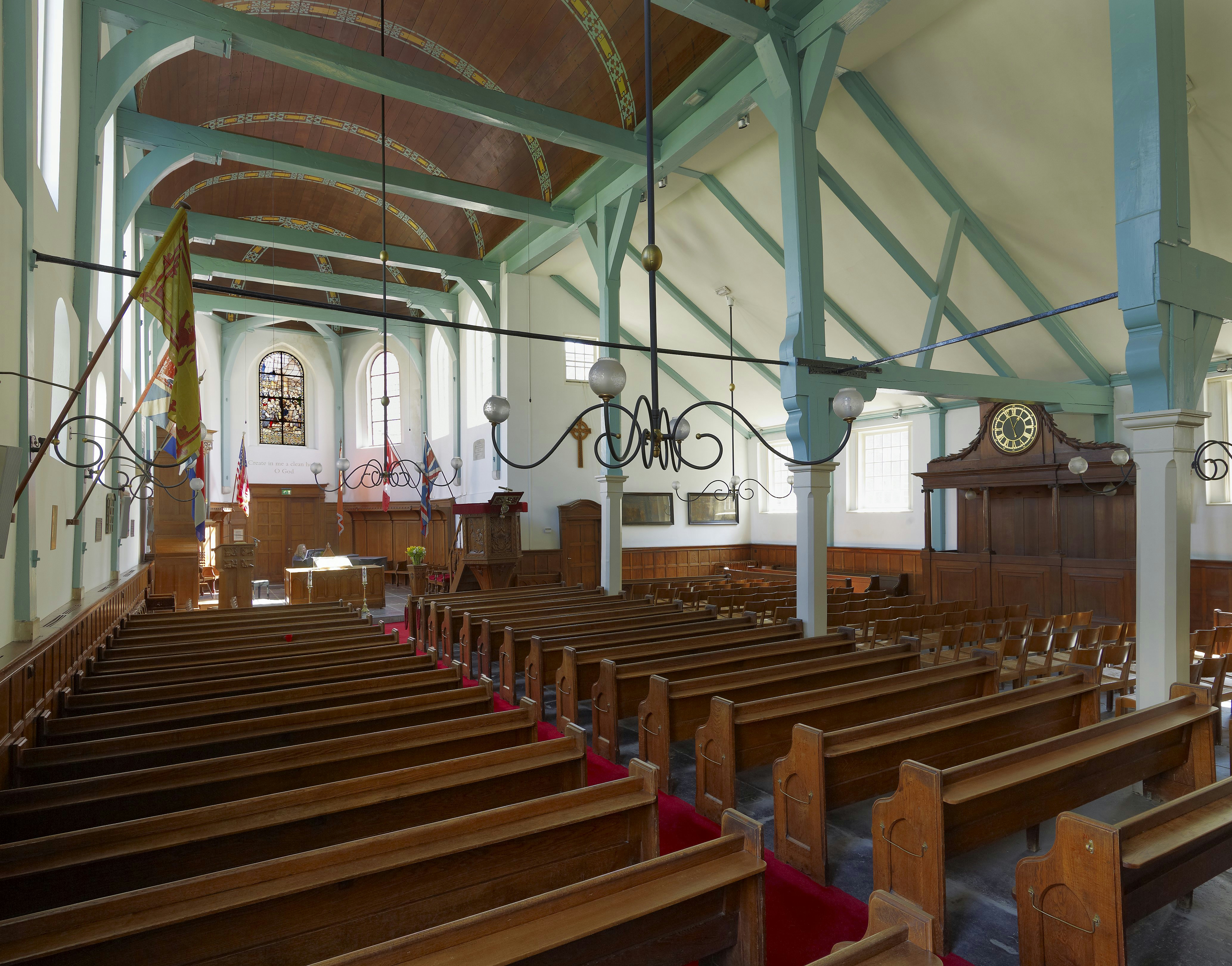
Interieur, overzicht naar het oosten

De Engelse Hervormde Kerk (Engels: English Reformed Church, ERC), niet te verwarren met de Begijnhofkapel, is een kerkgebouw aan het Begijnhof in Amsterdam. Het is een van de oudste gebouwen van de stad.
Een Engels-sprekende gemeente die geassocieerd is aan de Kerk van Schotland en aan de Nederlandse Hervormde Kerk gaat er ter kerke. De ERC heeft zo'n 320 leden van 30 verschillende nationaliteiten. In de kerk kunnen 385 mensen zitten. 's Zondagavonds wordt het gebouw gebruikt door de Diensten met Belangstellenden, en woensdag tussen de middag door de Alle-Dag-Kerk.
Sinds het einde van de jaren 1970 is de kerk belangrijk voor kamermuziek in Amsterdam, met zo'n 70 concerten in verschillende stijlen per jaar. In het bijzonder heeft het veel jonge artiesten de kans gegeven hun carrière te beginnen. De Academie van het Begijnhof, gesticht door een voormalige organist van de kerk, is een van de belangrijkste barokorkesten van Amsterdam.

## Geschiedenis
De kerk was oorspronkelijk een rooms-katholieke kapel van de 14e-eeuwse begijnen. Met de Alteratie in 1578, toen het calvinisme de officiële godsdienst werd in de stad, werd het hofje gemeente-eigendom en werd de kapel gesloten.
In 1607 werd de kerk weer geopend en de gemeente wees haar toe aan de Engelssprekende protestanten in de stad. Sindsdien worden er vrijwel zonder tussenpozen diensten in het Engels gehouden tot vandaag de dag.
De Pilgrim Fathers gingen gedurende enkele jaren naar deze kerk. Er zijn herinneringstekens voor hen binnen en buiten de kerk.
De Britse koningin Elizabeth II en haar echtgenoot, de hertog van Edinburgh, brachten op 5 februari 2007 een bezoek aan de kerk. Aanleiding voor het bezoek is de viering van het 400-jarig jubileum van het bestaan van de Engelse Hervormde Kerk. Ter gelegenheid van dit jubileum werd een speciale kerkdienst gehouden waarbij ook de toenmalige koningin Beatrix aanwezig was.

## Afbeeldingen

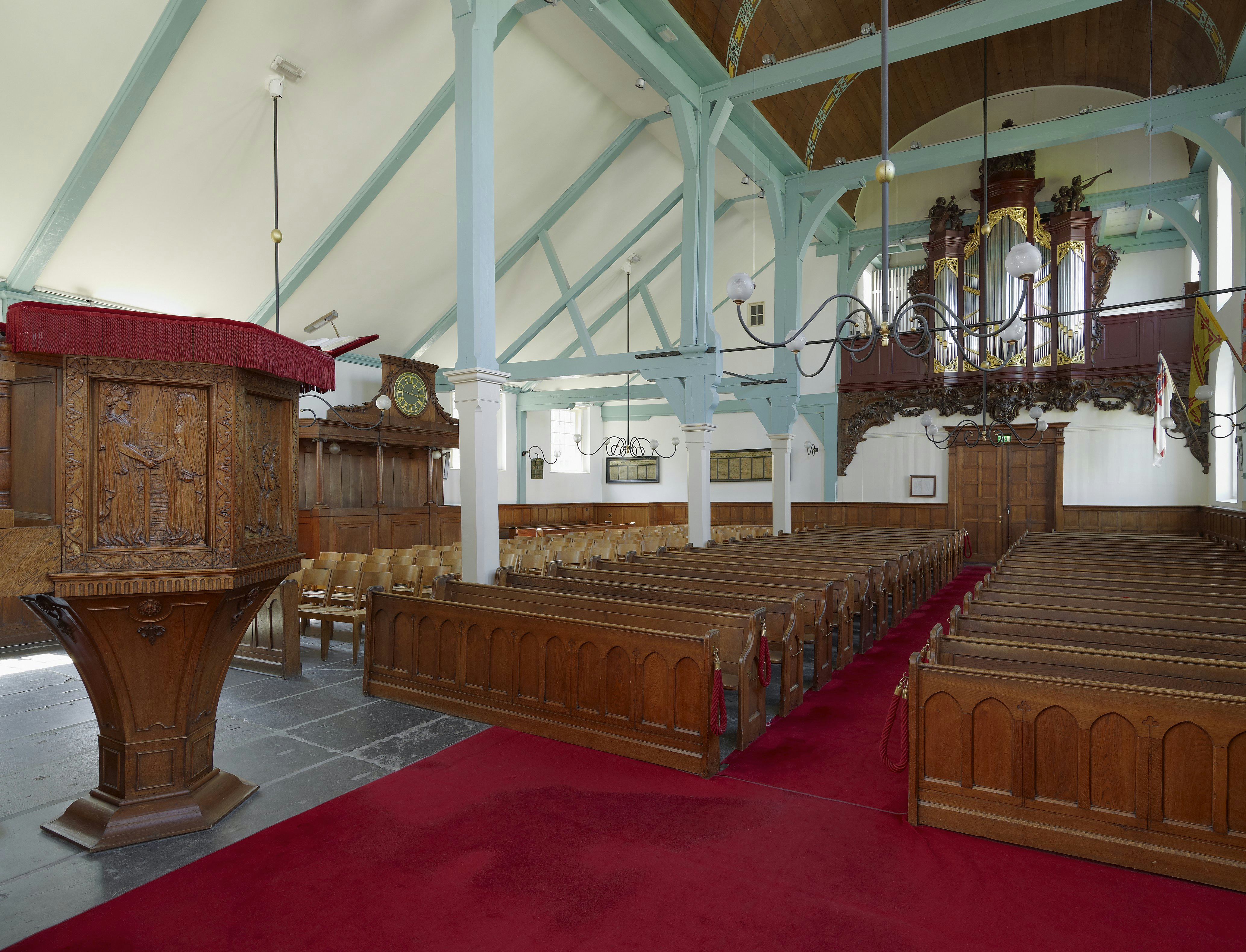
Interieur, overzicht naar het westen met orgel
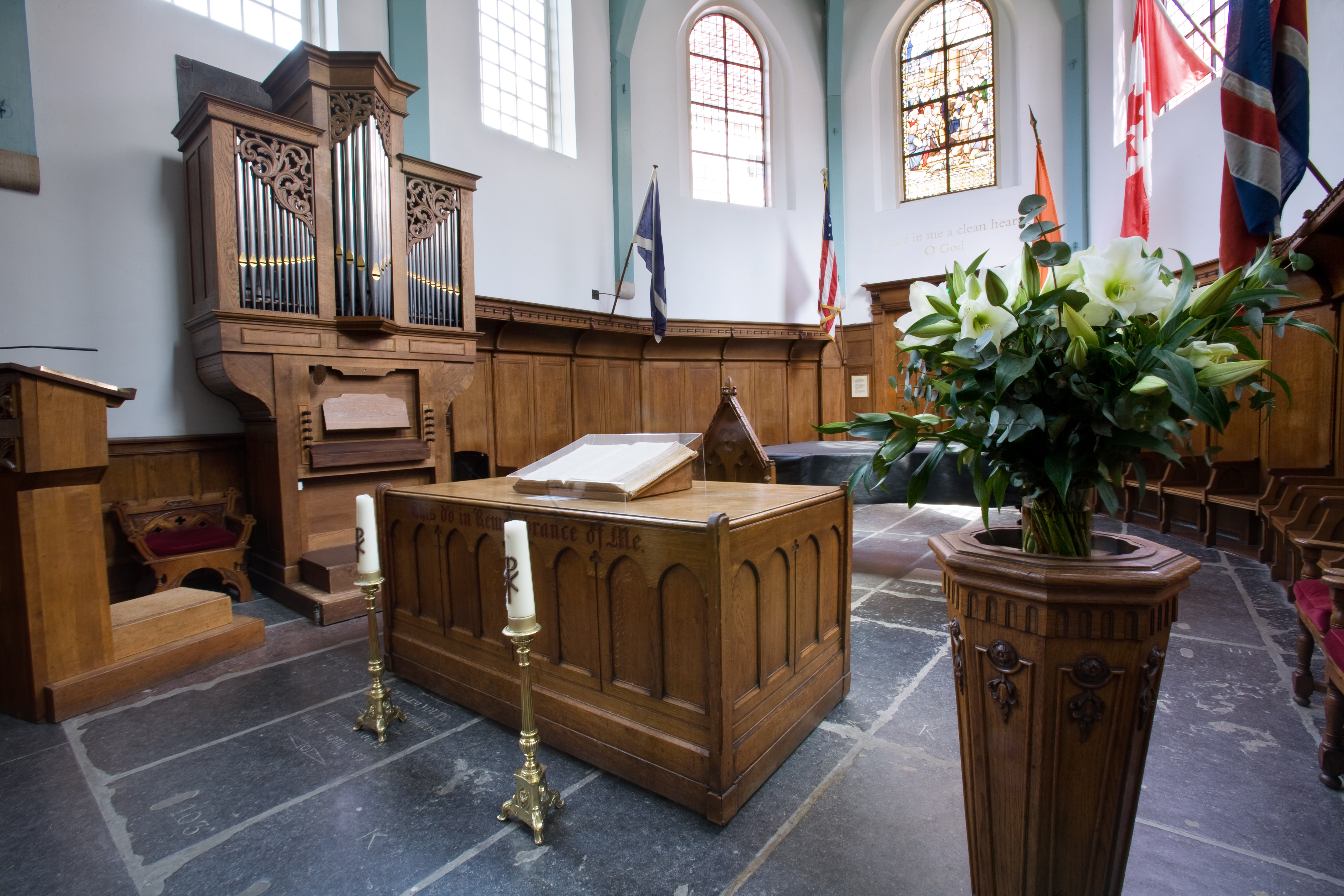
Interieur
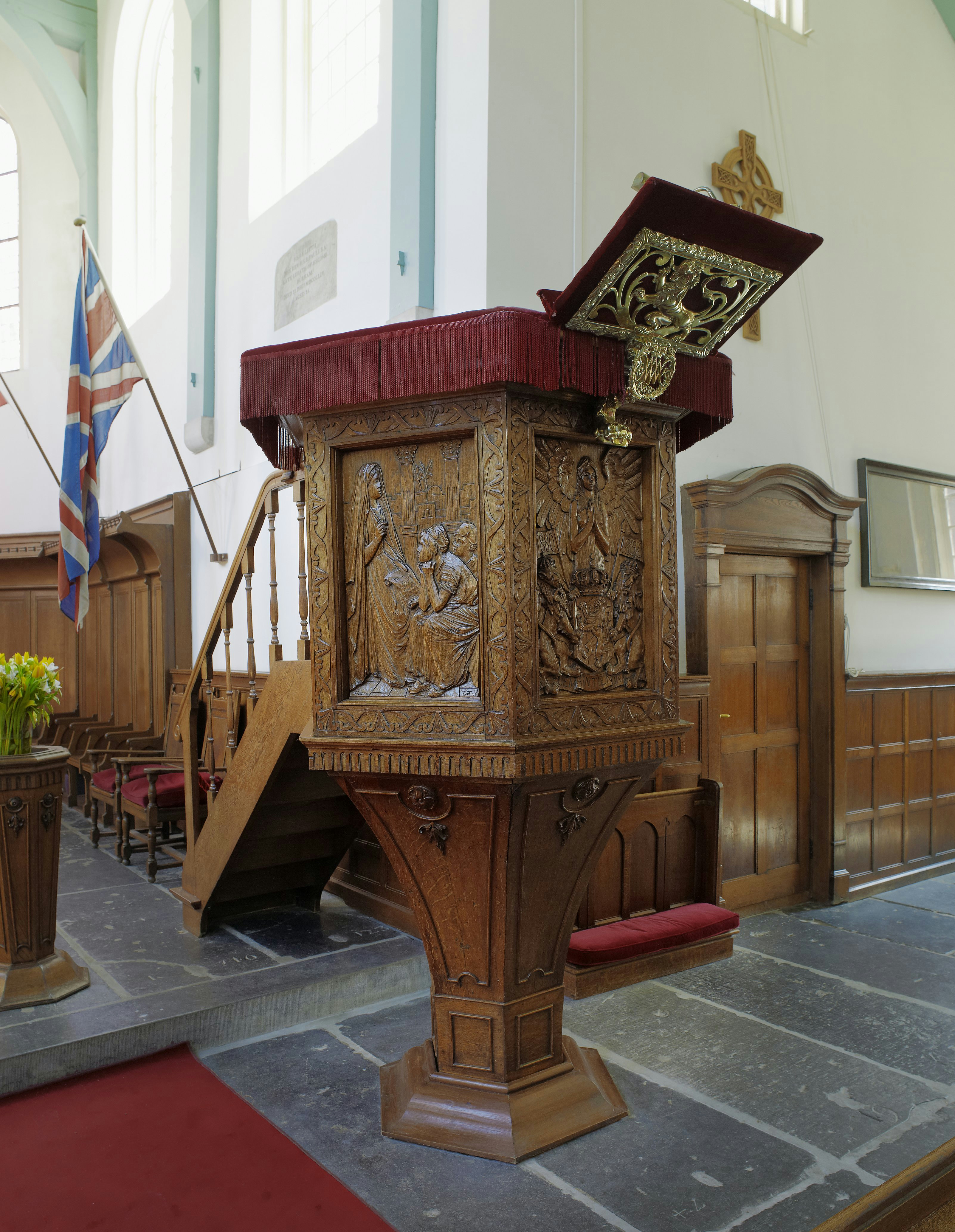
Preekstoel
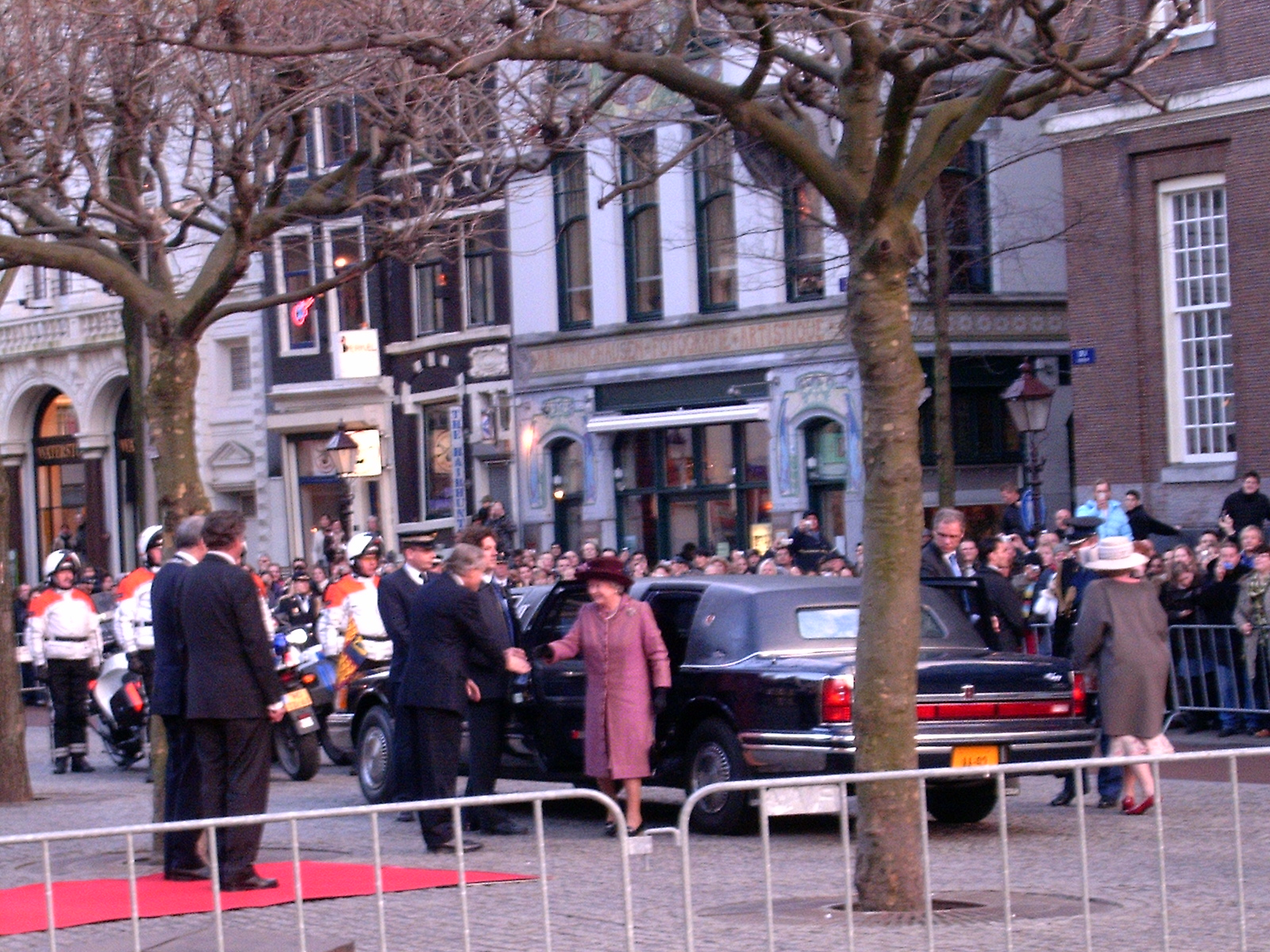
Bezoek van Elizabeth II in 2007